# Campionati jugoslavi di sci alpino 1982
Ai Campionati jugoslavi di sci alpino 1982 furono assegnati i titoli di discesa libera, slalom gigante, slalom speciale e combinata, sia maschili sia femminili.

## Risultati
| Specialità      | Uomini          | Donne             |
| --------------- | --------------- | ----------------- |
| Discesa libera  | Janez Pleteršek | Tjaša Klanjšček   |
| Slalom gigante  | Jure Franko     | Andreja Leskovšek |
| Slalom speciale | Bojan Križaj    | Alenka Mavec      |
| Combinata       | Gregor Erbežnik | Barbi Koprol      |